# 耶律大悲奴
耶律大悲奴（やりつ だいひど、生没年不詳）は、遼（契丹）の政治家・軍人。字は休堅。

## 経歴
王子班聶里古の末裔。咸雍8年（1072年）、漢人行宮都部署に上った。太康元年（1075年）、始平軍節度使となった。太康年間に永興延昌宮使・右皮室詳穏を歴任した。阻卜が反抗すると、道宗の命を受けて帰順させる工作にあたった。寿昌元年（1075年）、右夷離畢に任じられた。寿昌2年（1096年）、殿前都点検となった。乾統初年、上京留守・惕隠を経て、再び殿前都点検となり、西南面招討使に転じた。老年のため引退を願い出たが、許可されなかった。
天慶年間、再び上京留守をつとめ、北南枢密院点検中丞諸司等事を領した。天慶5年（1115年）、耶律章奴が反乱を起こすと、大悲奴は蕭陶蘇斡とともに上京の防衛にあたった。彰国軍節度使として致仕し、死去した。

## 伝記資料
- 『遼史』巻95 列伝第25